# Municipio de Milford (condado de Crawford)
El municipio de Milford (en inglés: Milford Township) es un municipio ubicado en el condado de Crawford en el estado estadounidense de Iowa. En el año 2010 tenía una población de 466 habitantes y una densidad poblacional de 4,98 personas por km².

## Geografía
El municipio de Milford se encuentra ubicado en las coordenadas 42°4′54″N 95°16′2″O / 42.08167, -95.26722. Según la Oficina del Censo de los Estados Unidos, el municipio tiene una superficie total de 93.58 km², de la cual 93,55 km² corresponden a tierra firme y (0,04 %) 0,03 km² es agua.

## Demografía
Según el censo de 2010, había 466 personas residiendo en el municipio de Milford. La densidad de población era de 4,98 hab./km². De los 466 habitantes, el municipio de Milford estaba compuesto por el 89,27 % blancos, el 1,5 % eran asiáticos, el 7,51 % eran de otras razas y el 1,72 % eran de una mezcla de razas. Del total de la población el 16,31 % eran hispanos o latinos de cualquier raza.